# Nonntal

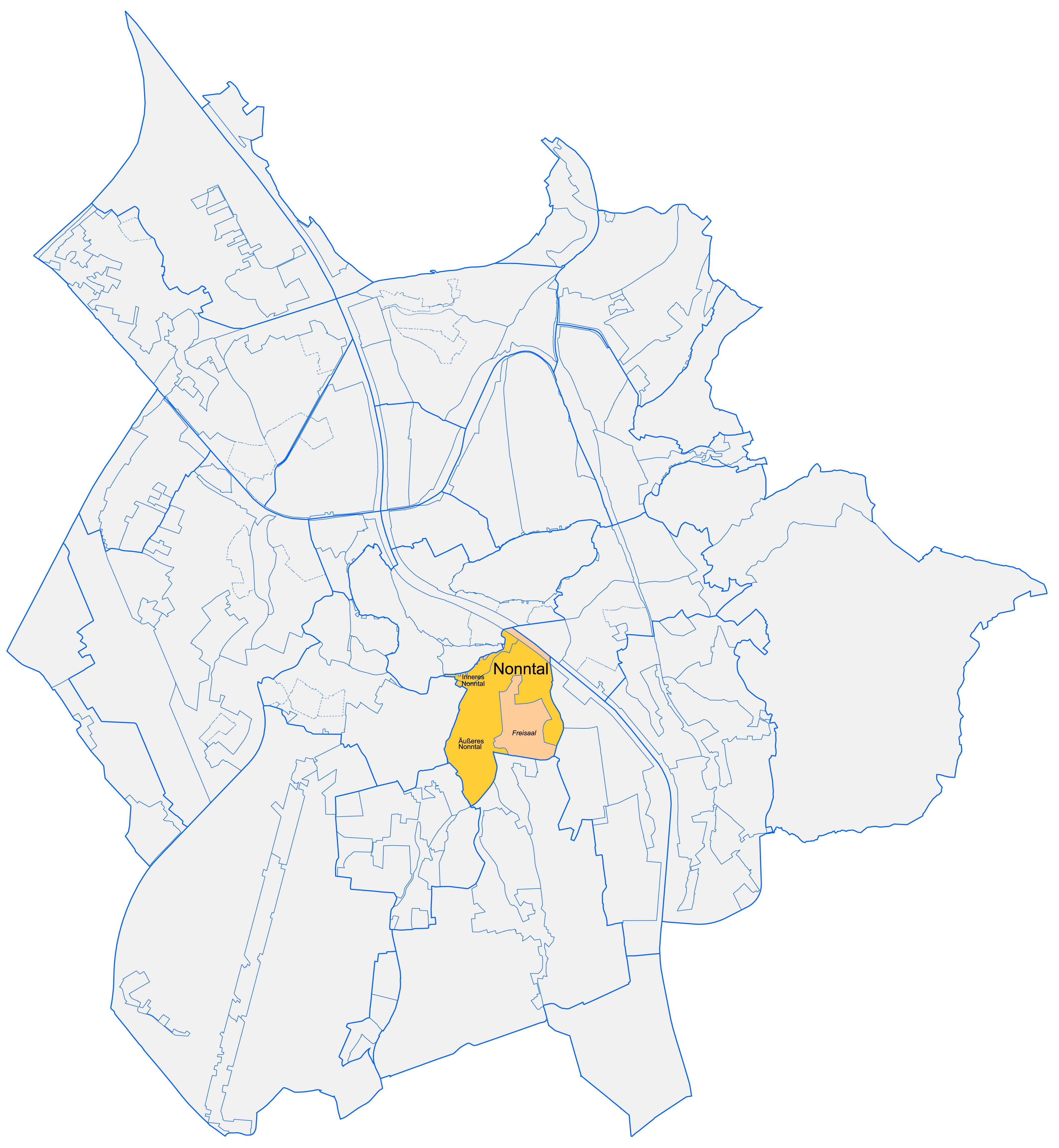
Der Salzburger Stadtteil Nonntal

Nonntal ist ein Stadtteil der österreichischen Stadt Salzburg und liegt südlich der linken Altstadt. Der Stadtteil wird im Osten durch den Eschenbach, im Norden durch den Festungsberg, im Westen durch die Fürstenallee und den Hans-Donnenberg-Park begrenzt. Im Westen und Südwesten bildet die Hangkante der Friedhofsterrasse unterhalb der Thumeggerstraße, der nördlichen Verlängerung der Tauxgasse und des Ostteils der Karl-Höller-Straße die Grenzlinie, im Südosten begrenzt die Nonntaler Hauptstraße den Stadtteil gegen Morzg-Kleingmain. Der Siedlungsraum von Nonntal umgreift dabei mit drei fürsterzbischöflichen Fürstenwegen – nämlich der heutigen Hellbrunner Straße im Osten, der heutigen Fürstenallee im Westen und der heutigen Hofhaymer-Allee im Süden – den uralten Landschaftsraum von Freisaal mit dem zentralen fürsterzbischöflichen Schloss Freisaal. Die alte Vorstadt Nonntal (Inneres Nonntal) gehört mit zum Weltkulturerbe der Stadt Salzburg. Der Stadtteil Nonntal besitzt eine Größe von 126,6 ha und eine Einwohnerzahl von gut 4.000 Bewohnern.

## Geschichte
Oberhalb von Nonntal, das im Mittelalter bis nach Morzg und Hellbrunn hinaus zumindest weitgehend im Eigentum des Benediktinen-Klosters Stift Nonnberg stand, erhebt sich der Nonnberg mit dem Kloster, das dem Stadtteil den Namen gab. Der Nonnberg über dem Nonntal war wohl schon in keltischer Zeit besiedelt. Im inneren Nonntal wurden Reste eines antik-römischen Hauses aus der Zeit der Erbauung Iuvavums entdeckt. Im Mittelalter wohnten hier vor allem die Dienstleute des Benediktinen-Frauenstiftes, also Knechte und Mägde, Wäscher, Schmiede, Bäcker und Müller, zu denen sich aber im Zuge der allmählichen Stadterweiterung in der alten Salzburger Vorstadt (die stets außerhalb der Wehranlagen der Stadt Salzburg gelegen war), bald auch viele Salzburger Bürger gesellten.
1839 wird Nonntal beschrieben als „eine Vorstadt von Salzburg […] mit 81 Häusern, 175 Wohnparteyen, 436 Einwohnern, bey 400 Schritte von der Hauptstadt [entfernt]“.

## Die Pfarrkirche St. Erhard und ehemaliger Pfarrfriedhof Nonntal

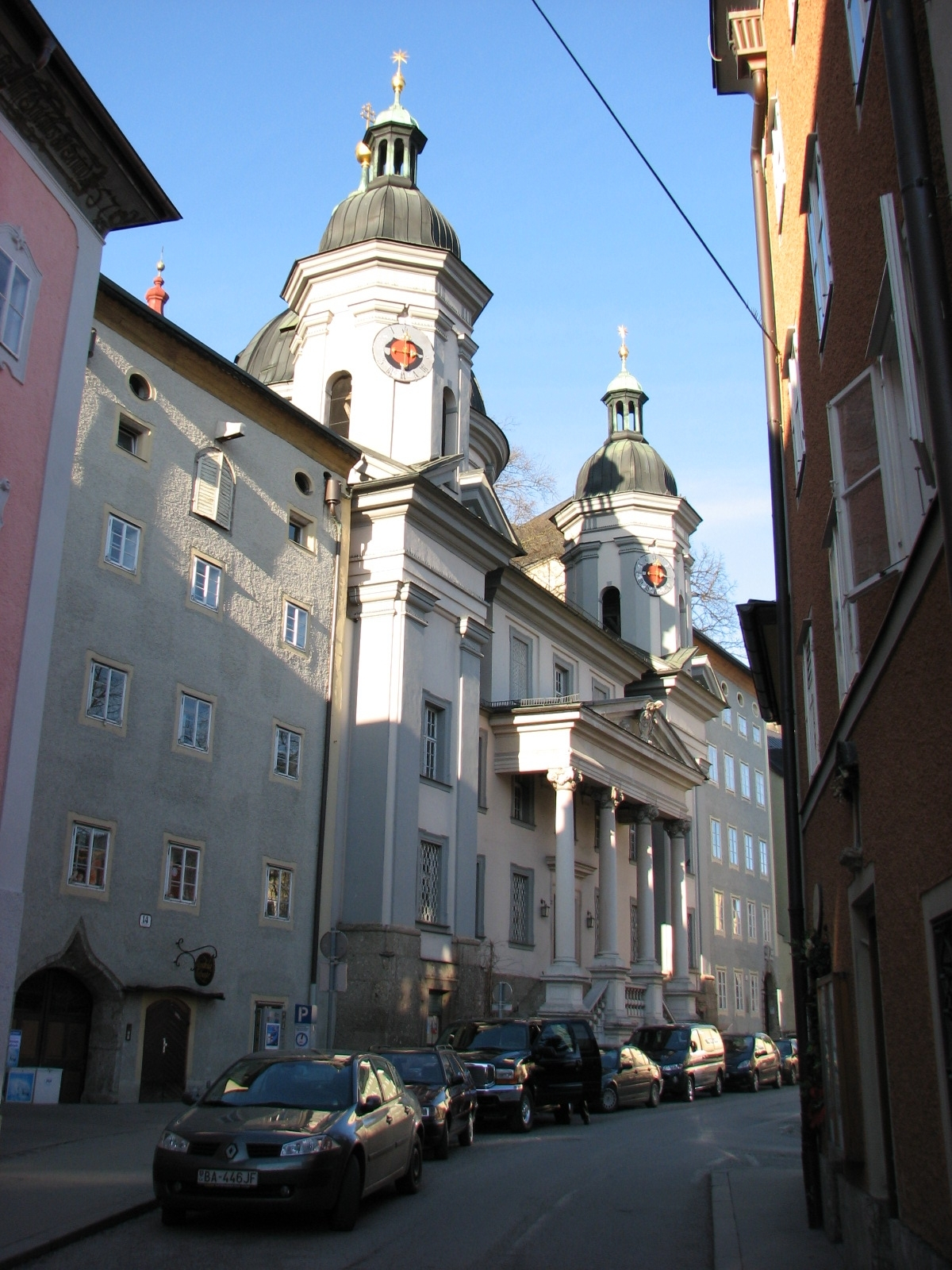
Nonntaler Hauptstraße mit St. Erhard

Die gotische Erhardkapelle ist erstmals 1404 erwähnt. Die Kapelle war mit dem nächstliegenden Krankenhaus verbunden und so zuerst wesentlich als Spitalskirche genutzt. Sie war bereits dem heiligen Erhard, dem wundertätigen Patron der Kranken und Armen geweiht. Die Kapelle hatte sich zuletzt als recht baufällig (und zudem „unmodern“) erwiesen. Von 1685 bis 1689 wurde unter Erzbischof Max Gandolf von Kuenburg vom Architekten Giovanni Gaspare Zuccalli die heutige Erhardkirche im Stil des italienischen Barock erbaut und besitzt eine beherrschende Tambourkuppel mit aufgesetzter Laterne, die von schlankeren Seitentürmen mit einem der Kuppel ähnelndem Helmaufsatz umrahmt wird. Das Eingangsportal ist als Portikus mit einer zweiflügeligen Treppe gestaltet und ähnelt so entfernt einem herrschaftlichen Renaissanceschloss. Dieser hochgelegene Eingang weist auf die früher zahlreichen Überschwemmungen hin, vor dem die Kirche geschützt werden sollte.
Vor der St.-Erhard-Kirche befand sich zwischen 1727 und 1879 der dörfliche Friedhof für die Bewohner des Nonntals. Er wurde 1902 abgetragen und umgestaltet. Heute erinnert ein hohes Kruzifix (aufgestellt vom Salzburger Stadtverein 1989) an diese einstige Bestimmung des heutigen Kirchenvorplatzes.

## Das St. Erentrudis Bollwerk

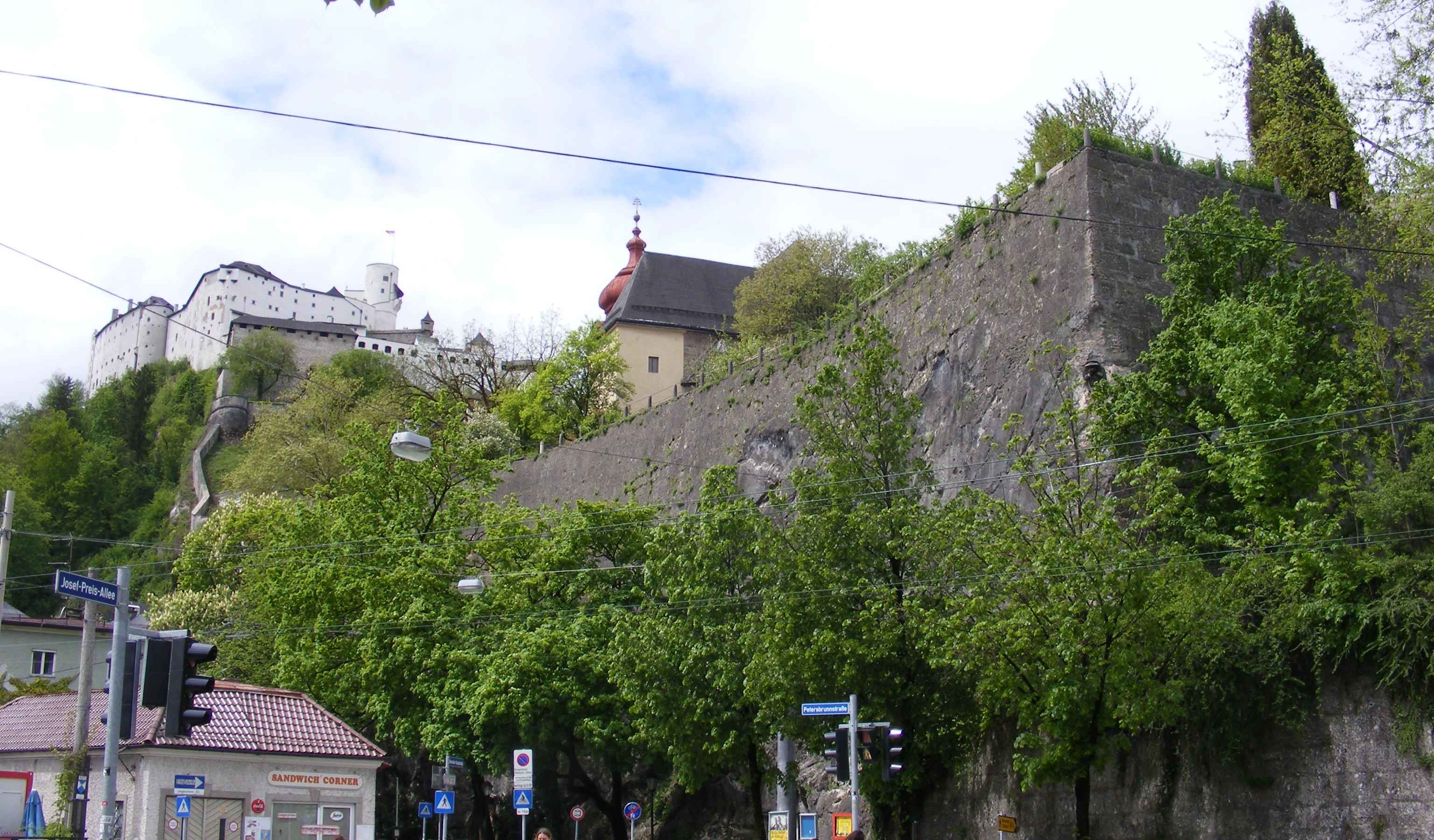
Erentrudis-Schanze gegen Nonntaler Hauptstraße

Fürsterzbischof Paris Graf Lodron ließ in den Jahren nach 1622 am linken Ufer der Salzach unterhalb des Nonnberges als Teil der Stadtbefestigung dieses starke Verteidigungsbauwerk errichten. Es ist unterhalb des Klosters heute nur noch kleinräumig als „Schanzl“ erhalten. Nächstgelegen stand einst die alte Fronfeste, die gemeinsam mit einem Gutteil der Wehranlagen 1906 abgebrochen wurde, um Platz für das neue Justizgebäude zu schaffen.
Siehe auch Befestigungen der Stadt Salzburg

## Der Hans-Donnenberg-Park und der Soldatenfriedhof
Der Hans-Donnenberg-Park ist nach dem langjährigen Vizebürgermeister der Stadt Salzburg Hans Donnenberg (1952–1964) benannt. Er wurde um 1965 an der Hangkante der alten Friedhofsterrasse unter Vergrößerung des alten Gartens (Obst- und Gemüsegarten) des Nonntaler Versorgungshauses angelegt.
Der Soldatenfriedhof (Militärfriedhof) wurde 1803 während der Napoleonischen Kriege angelegt und war als letzte Ruhestätte für Militärangehörige bis 1882 in Verwendung. Hier liegen 2127 Soldaten beerdigt, die großteils friedlich verstorben sind.

## Unipark Nonntal

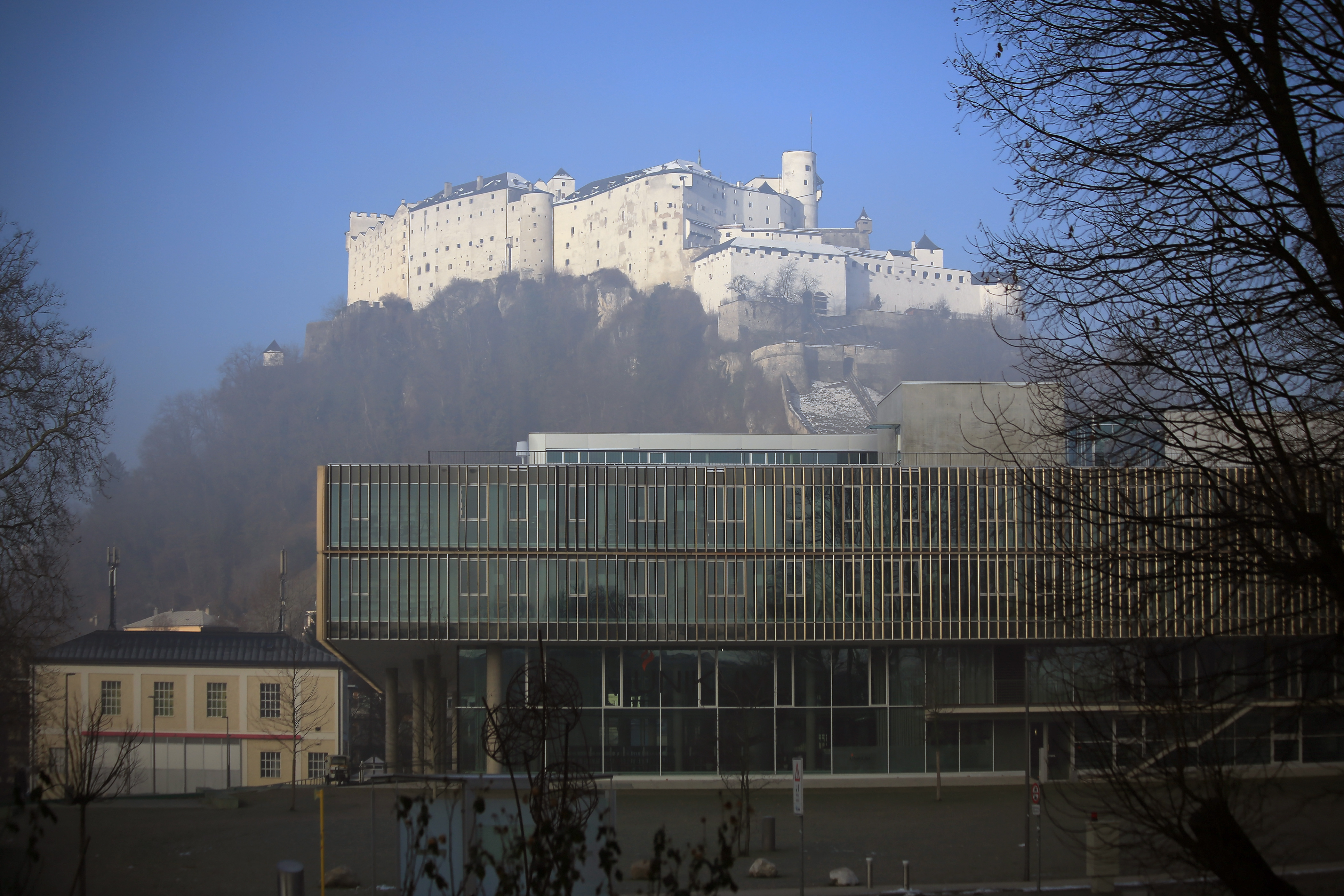
Unipark Nonntal, dahinter die Festung Hohensalzburg

In Verhandlungen zwischen 1997 und 2001 konnte Landeshauptmann Franz Schausberger eine Zusicherung der Bundesministerin für Bildung, Wissenschaft und Kultur, Elisabeth Gehrer, für die Finanzierung und die Errichtung des Uniparks Nonntal erreichen. Das 2005 aus einem Architekturwettbewerb als Sieger hervorgegangene Projekt (Architektur: Storch Ehlers Partner) wurde im Herbst 2011 nach etwa dreieinhalbjähriger Bauzeit fertiggestellt. Der Unipark Nonntal beherbergt die Fachbereiche Anglistik, Erziehungswissenschaft und Kultursoziologie, Germanistik, Linguistik, Romanistik, Slawistik sowie Kunst-, Musik- und Tanzwissenschaft der Universität Salzburg. Ferner finden sich in dem zur Kulturwissenschaftlichen Fakultät gehörenden Gebäude eine Teilbibliothek der Universitätsbibliothek Salzburg sowie ein Hörsaal im Stile eines Audimax. Der Unipark ersetzt die bis dahin in der Akademiestraße befindlichen Institutsgebäude. Auf 17.000 Quadratmetern finden rund 5500 Studenten und 300 wissenschaftliche Mitarbeiter der Universität Platz. Aufgrund seiner imposanten Gestaltung wird der Unipark für ein nicht zu übersehendes architektonisches Monument des gesamten Stadtteils Nonntal gehalten.
Die Errichtung des Uniparks ist Teil eines Gesamtkonzepts – nämlich die völlige Neuordnung des Areals (unter anderem mit dem ehemaligen Sportplatz des Salzburger AK 1914), zu dem auch der Neubau der ARGEkultur Salzburg, der Abriss der Institutsgebäude in der Akademiestraße gegenüber der Pädagogischen Hochschule und Ersatz durch das Sportzentrum Mitte sowie ein neues Busterminal (für Tagestouristen) und ein neuer Anschluss der Grünzone Freisaal an die Altstadt gehören.

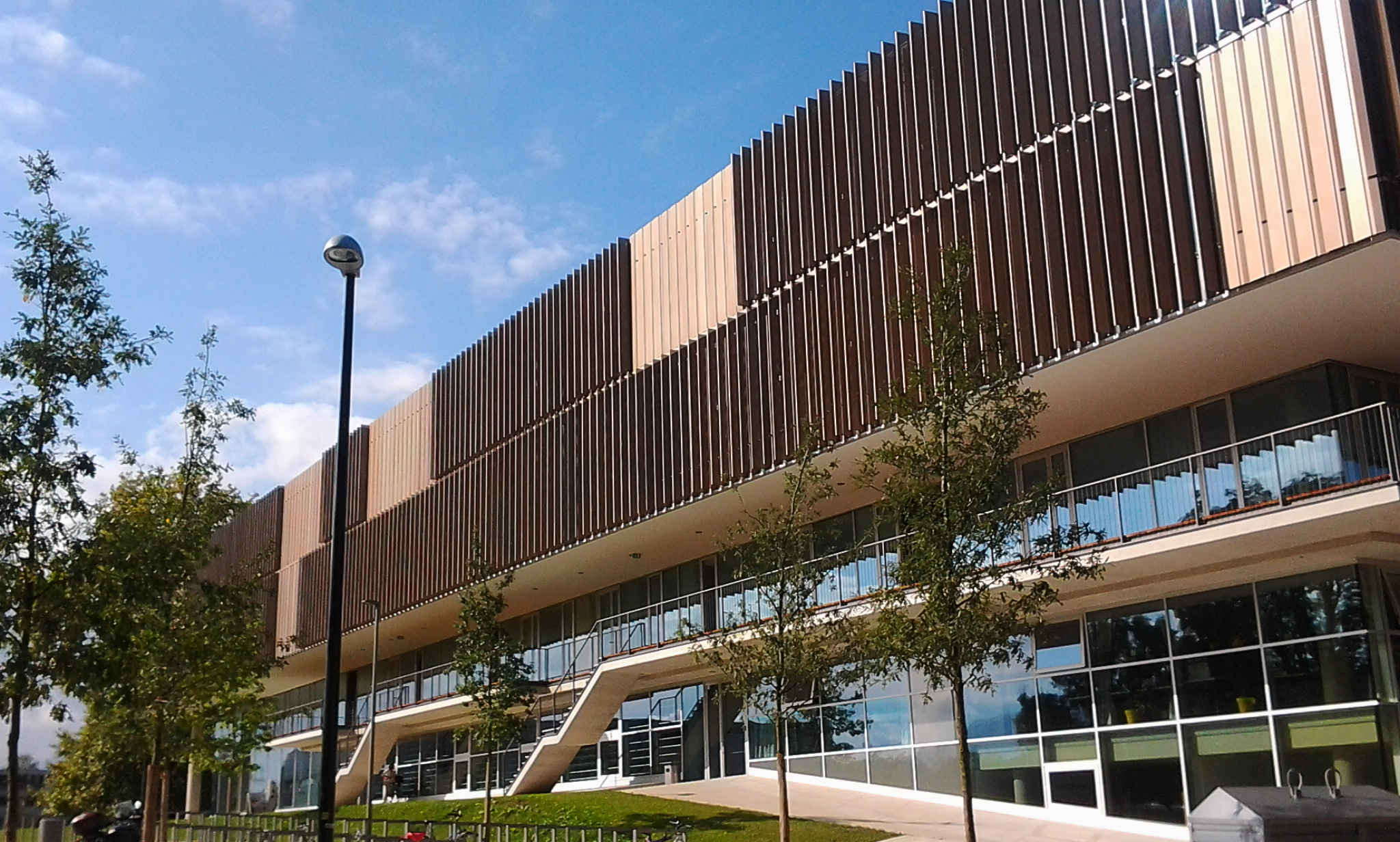
Unipark – Südseite
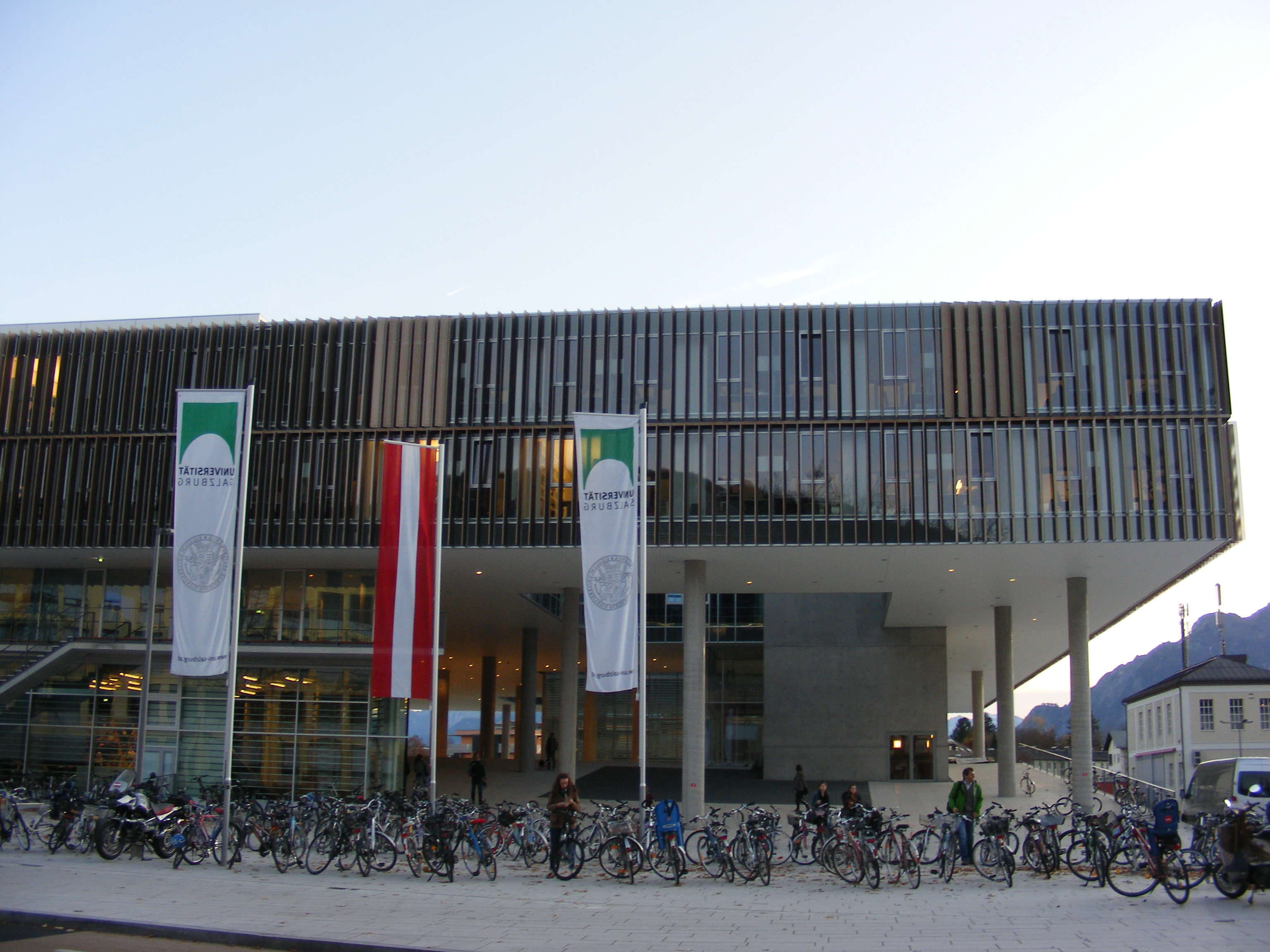
Haupteingang
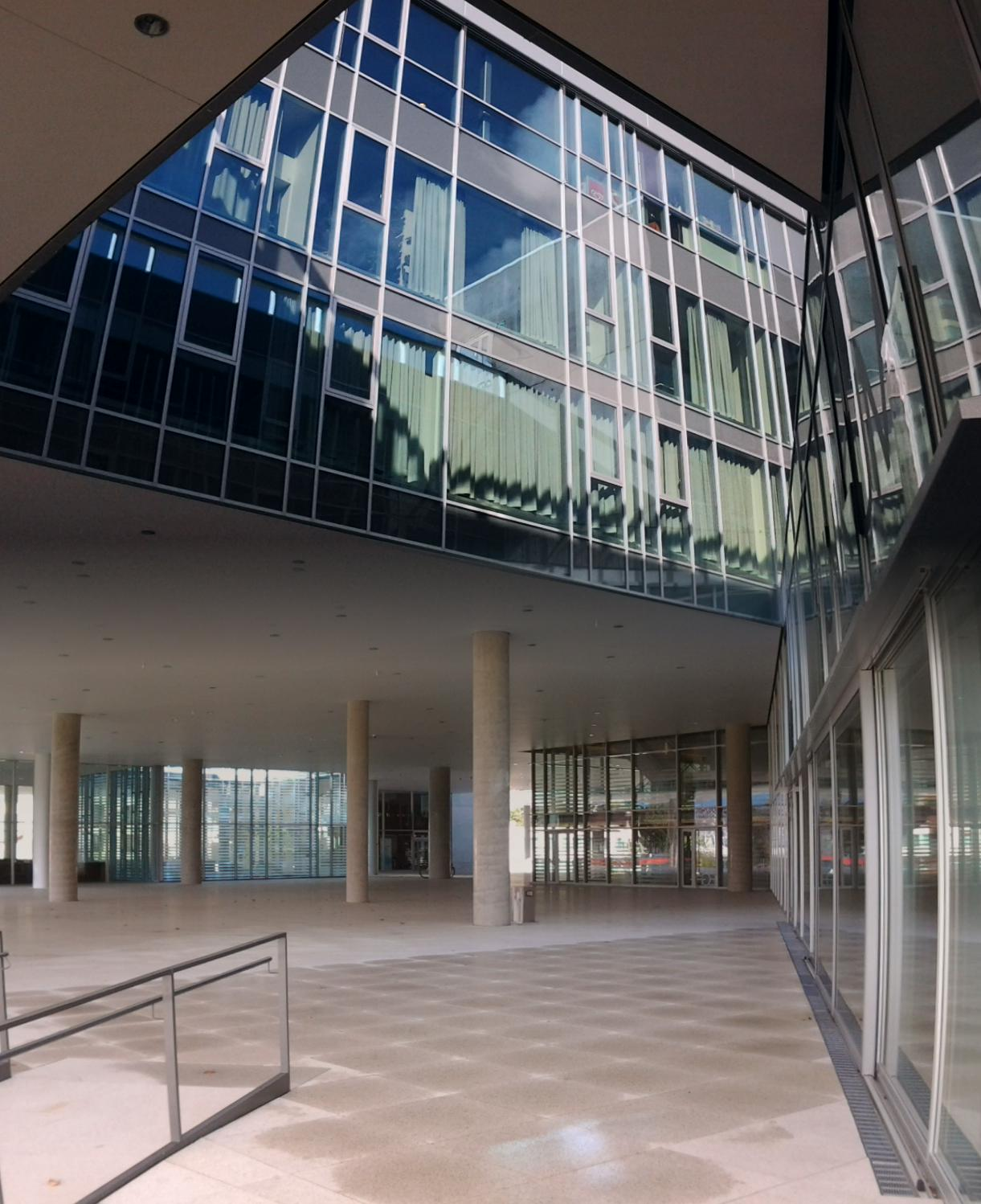
Innenansicht
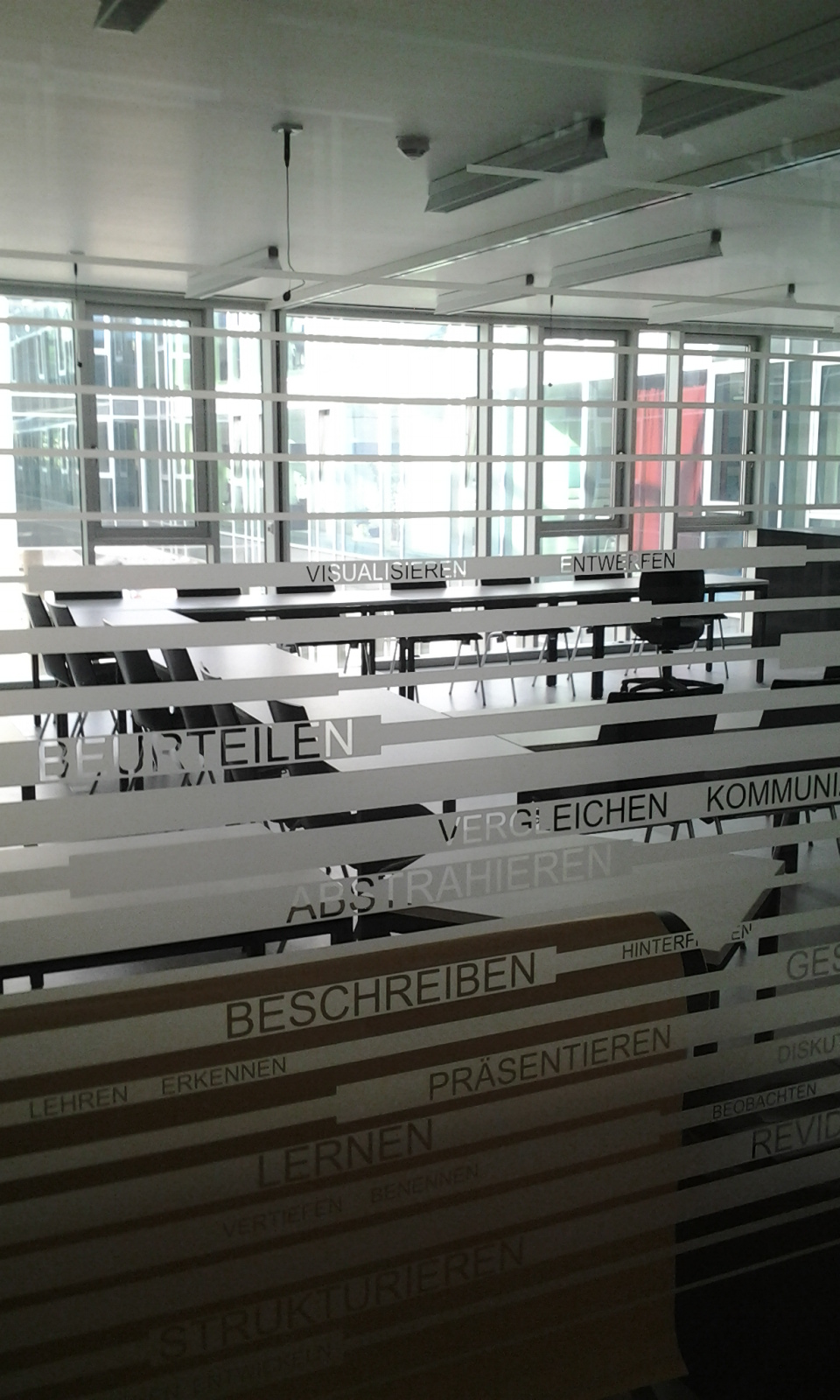
Ein Hörsaal

## Sportzentrum Mitte
Das Sportzentrum Mitte liegt zwischen dem Unipark Nonntal und den Freisaalwiesen und besteht aus einem kleinen Stadion, einem Kunstrasenplatz mit Leichtathletikanlage und 400-Meter-Tartan-Bahn, einer Sporthalle, mehreren Trainingsplätzen (davon ein Kunstrasenplatz), einem Basketballfeld und einem Fun-Court. Es ersetzt den alten SAK-Platz, den alten UFC Platz und die alte Sportunion Turnhalle. Nach einer langjährigen Diskussions- und Planungsphase wurde die Anlage im Jahr 2008 (erster und zweiter Teil) bzw. 2010 (dritter Teil) fertig gestellt.
Die Anlage wird vom Salzburger AK 1914, der Sportunion und den Schulen der Gegend genutzt.

## Nonntal und seine Teile

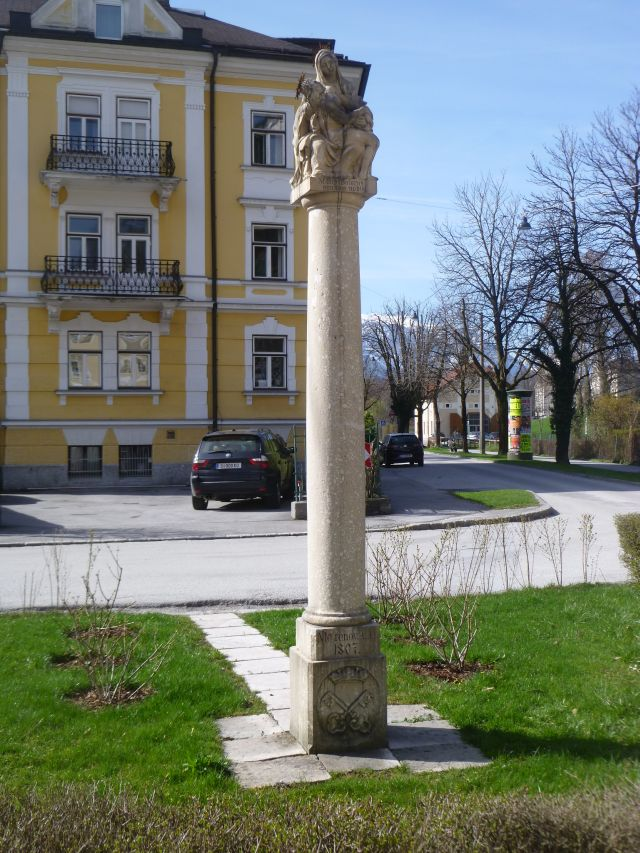
Bildstock mit Pietà in Nonntal

Nonntal gliedert sich in zwei Bereiche: einen historischen Teil, das Innere Nonntal, das zum
Altstadtschutzgebiet und auch zum Weltkulturerbe zählt, und einen außerhalb gelegenen – heute
ungleich größeren – Bereich, das Äußere Nonntal. Das Innere Nonntal gehörte in fürsterzbischöflicher Zeit mit zum Weichbild der Stadt, in dem folgerichtig – trotz der Lage vor den Stadtmauern – das strenge Stadtrecht galt; das Äußere Nonntal war dagegen in fürsterzbischöflicher Zeit nie Teil der Stadt. Die sichtbare Grenze zwischen Innerem und Äußerem Nonntal bildet die Mariensäule am Beginn der Fürstenallee, die aus einem alten Grenzkreuz („Weichbildkreuz“) hervorgegangen ist.

### Das Innere Nonntal
Der Stadtteil wird von Bürgerhäusern im Charakter des 17. Jahrhunderts geprägt, die im Kern aber oft mittelalterlich sind. Er besitzt kleinstädtischen Charakter.
Als bemerkenswerte historische Profanbauten gelten:
- Der Männertrakt und der Weibertrakt des St. Erhard-Spitals (Domkapitelspital): Das Weiberspital, unmittelbar südlich neben der Kirche stehend, ist im Kern seit zumindest 1310 nachgewiesen. Dieses Siechenhaus (Krankenhaus), das die Äbtissin Margarethe von Gebind für notleidende Klosterangehörige errichten ließ, diente zeitweise auch Pest- und Aussatzkranken. Bemerkenswert ist das gotische Schnabel-Portal des Hauses. Später fehlen vielfach Urkunden über den Bestand des Spitals, das im 16. Jahrhundert wieder als Wohnhaus genutzt war. Dieser Bau wurde 1603 auf Betreiben von Erzbischof Wolf Dietrich von Raitenau vom Domkapitel aufgekauft und teilweise neu errichtet, um danach zumindest ab 1656 zur Pflege kranker Angehöriger des Domkapitels dienen zu können. 1685 wurde es erneut umgebaut. Hinter dem Haus befand sich früher der zugehörige Spitalsgarten, der 1685 mühsam in den steilen Berghang hinein angelegt worden war. Der jüngere Männertrakt des Spitals (unmittelbar nördlich der Kirche) wurde 1678 vom Domkapitel errichtet. Beide Spitäler wurden 1898 aufgelassen.

- Hagenauer-Vorstadthaus (Nonntaler Hauptstraße 24): Der Salzburger Kaufmann Johann Lorenz Hagenauer (1712–1792), Besitzer des Hauses und des Hauses Getreidegasse 9 (Mozarts Geburtshaus), verbrachte im Sommer mit seiner Familie viele Tage in dem damals ländlichen Haus. Die Familie Leopold Mozarts war häufig, insbesondere bei familiären Festtagen, dorthin eingeladen.[7] Leopold Mozart schrieb am 30. Juli 1768 einen Brief und berichtete darin von Nannerls 17. Geburtstag so: […] Sie brachte ihren Tag ausser der Statt (außerhalb der Stadt) bey einem guten Freunde zu, dahin wir heute Abends wegen dem Geburtstag der Nannerl [am 30. Juli 1751] auf Morgen wieder eingeladen sind. Ò wir haben schon an das Nunthall gedacht! […].[8]

- Das Hof-Brunnhaus (Brunnhausgasse 5): Dieses zweite historische Brunnhaus der Stadt Salzburg wurde 1664 durch Erzbischof Guidobald von Thun am Südhang des Festungsbergs errichtet. Dieses Brunnenhaus betrieb bis 1969 durch große Wasserräder ein Pumpleitung. Dieses fürsterzbischöfliche Wasserpumpwerk (Hofbrunnhaus) förderte seit 1679 mit Hilfe der Kraft des Almkanals mit hohem Druck Trinkwasser aus der Hellbrunner Sternbrunnenquelle für den Springbrunnen im Residenzbrunnen sowie für höhergelegene Häuser in Nonntal und im Kaiviertel.

- Das Wäscherhaus (Brunnhausgasse 16): Das Wäscherhaus an der Ecke zum Hans-Sedlmayr-Weg auf den Mönchsberg steht seit langer Zeit im Eigentum des Stiftes St. Peter. Es ist in der Bausubstanz mittelalterlich.

- Villa Berta, ehemals Daunschlösschen: Das Schlösschen (Brunnhausgasse 29) hieß früher auch Weingartenschloss. Es wurde erstmals im Eigentum des Domkapitels stehend 1139 erwähnt. 1528 errichteten hier die Domherren einen Sommersitz. 1777–1800 bewohnte es Karl Joseph von Daun, später Bürgermeister Heinrich von Mertens und dann Berta Fürstin von Lobkowitz. Der einst zugehörige stattliche Meierhof musste nach 1960 dem Bau von Plattenwohnbauten weichen, das Schlösschen selbst ist als Villa erhalten.

- Das Künstlerhaus wurde 1884 vom Salzburger Kunstverein errichtet, dem österreichweit ältesten derartigen Verein Österreichs (gegründet 1844). Die wesentlichen Initiatoren waren dabei die Salzburger Künstler Georg Pezolt, Johann Fischbach und Sebastian Stief. Auch Kaiser Franz Joseph I. hat mit 3.000 Gulden einen wertvollen Beitrag für den Bau des Hauses geleistet.

- Hochschülerheim St. Josef: 1882 richtete Schwester Maria-Theresia Piller nördlich des Josefshofes an der heutigen Alpenstraße (in der Josefiau) im alten Paurnfeindhof (Bauernfeindhof) das Zufluchtshaus St. Josef ein, das ursprünglich für „verwahrloste Mädchen“ gedacht war und heute im Wesentlichen als Unterkunft für ausländische Studenten genutzt wird.

- Berchtoldvilla Die Villa ging aus dem alten Schlösschen der Fuchs von Hernau hervor. 1785 kaufte der Handelsmann Johann Oberfrininger das Schlösschen und baute es als Oberfriningerhof weitgehend neu auf. 1881 kaufte der damalige Außenminister Österreich-Ungarns, Leopold Graf Berchtold das Anwesen. Als letzter Rest des einstigen Barockgartens des Schlosses und seiner Landschaftsachsen blieb die stadtseitige Allee, die heutige Josef-Preis-Allee erhalten.

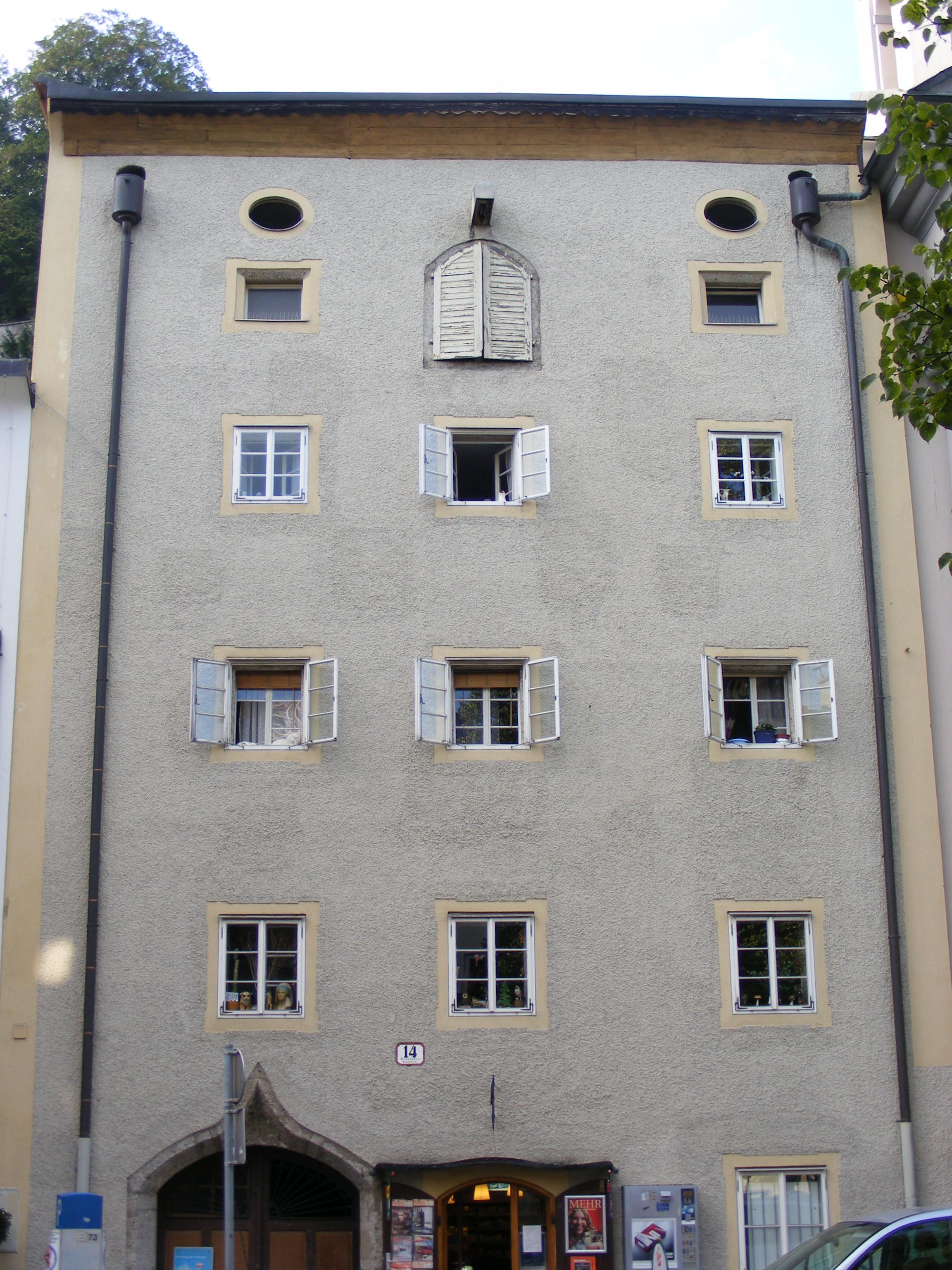
Weiberspital
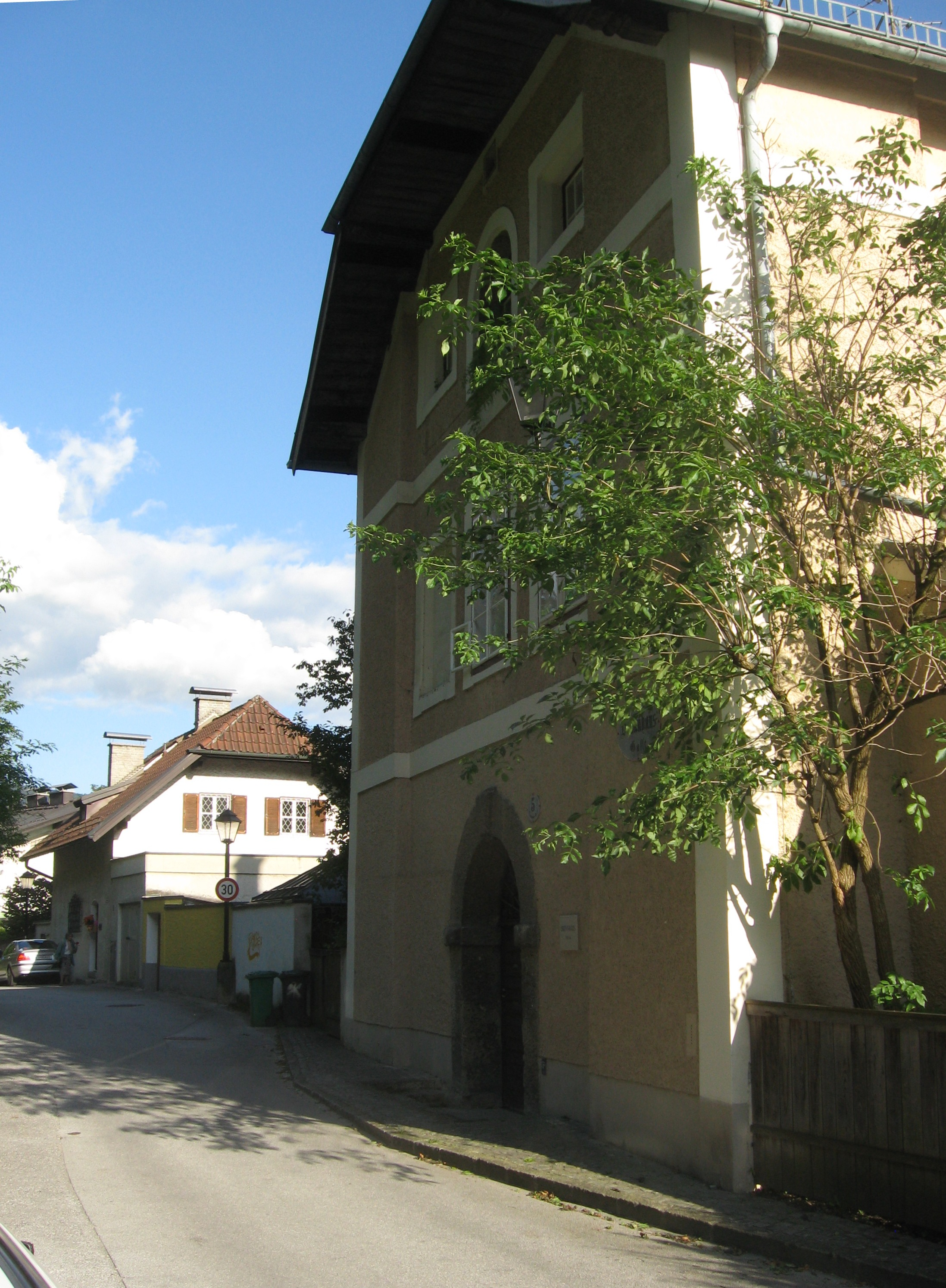
Brunnhaus
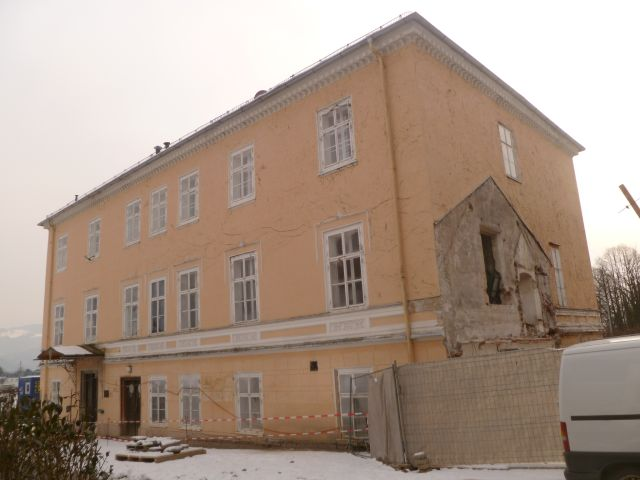
Villa Berta (Daunschlösschen)
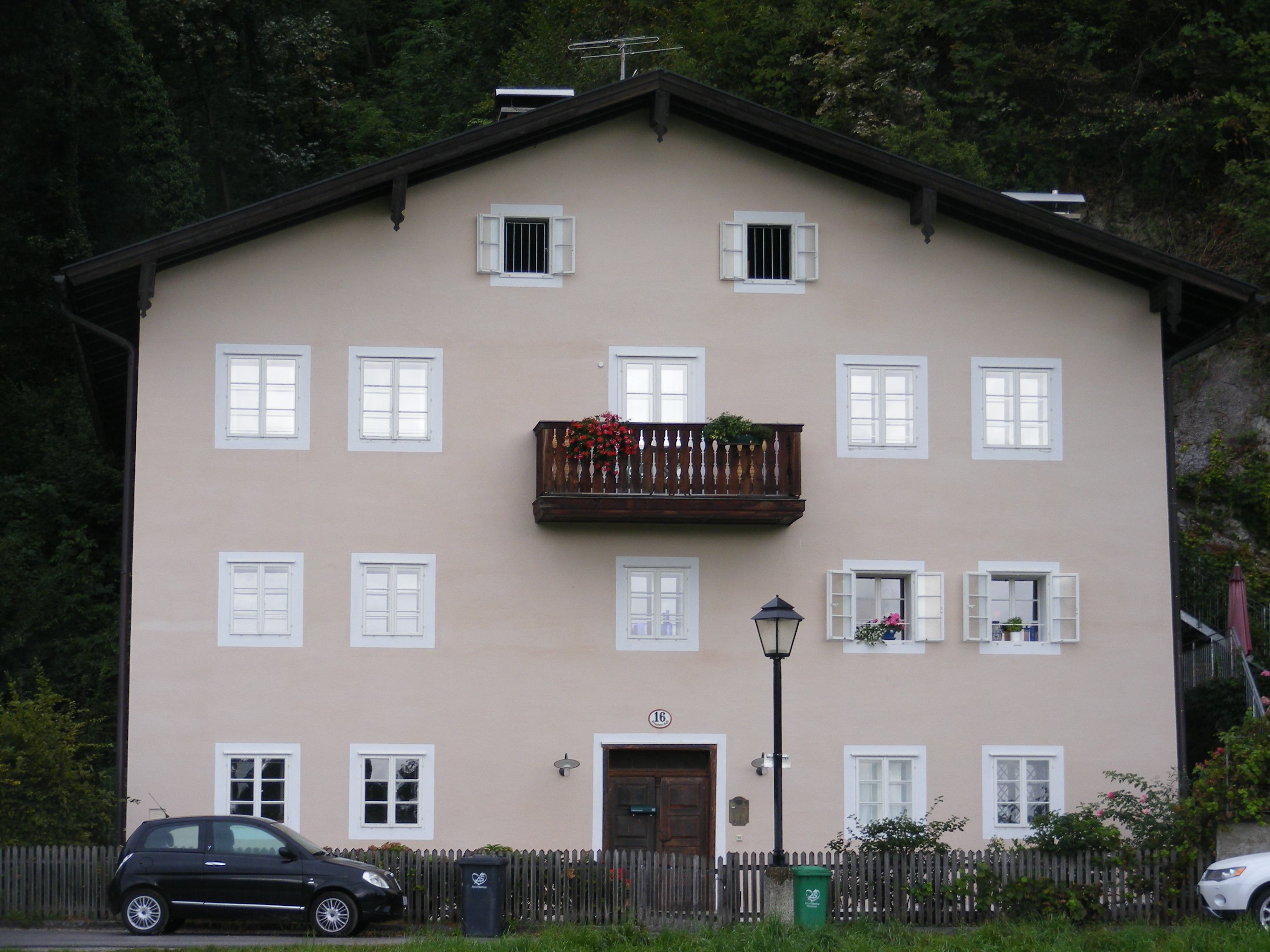
Wäscherhaus
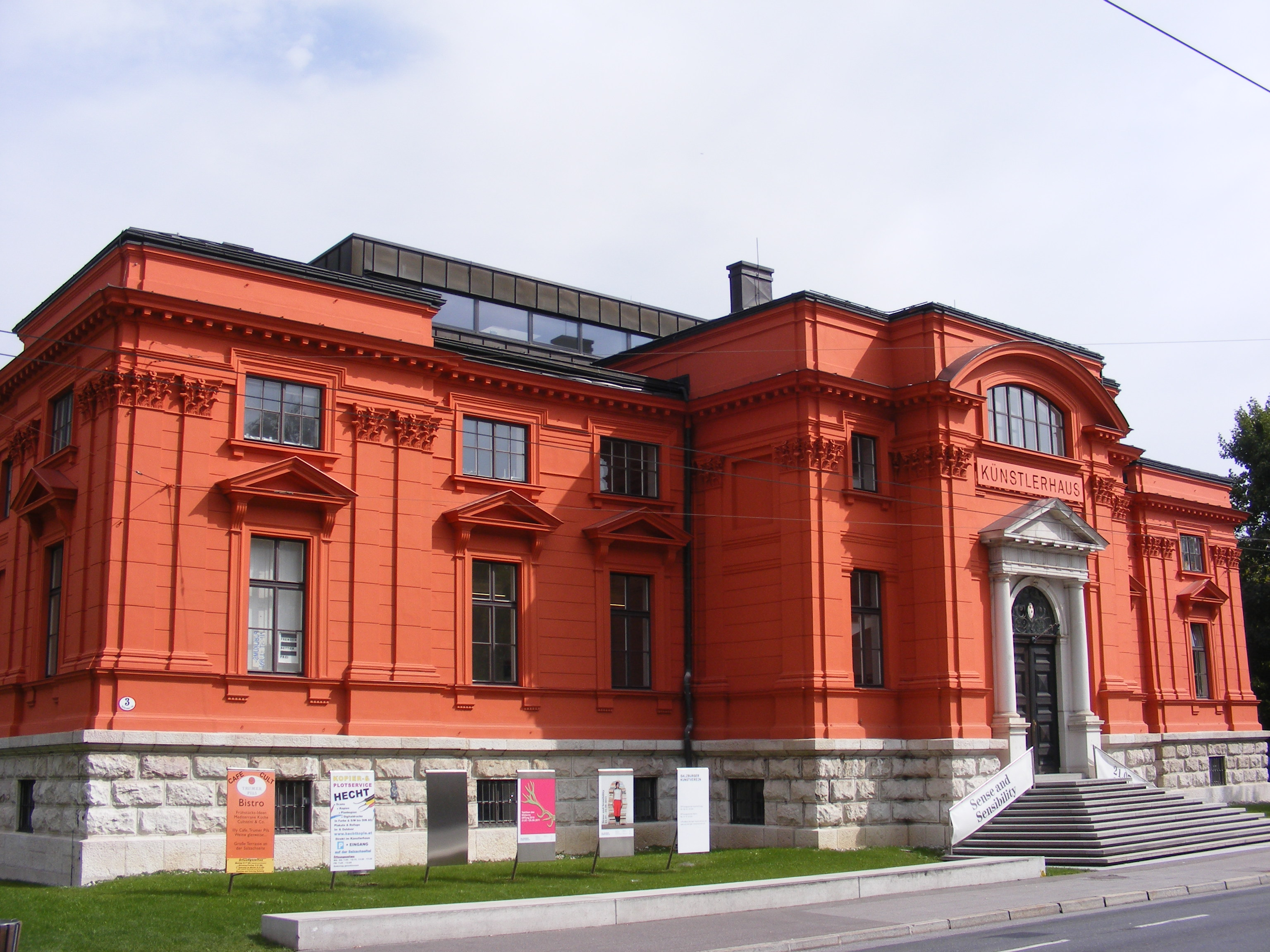
Künstlerhaus
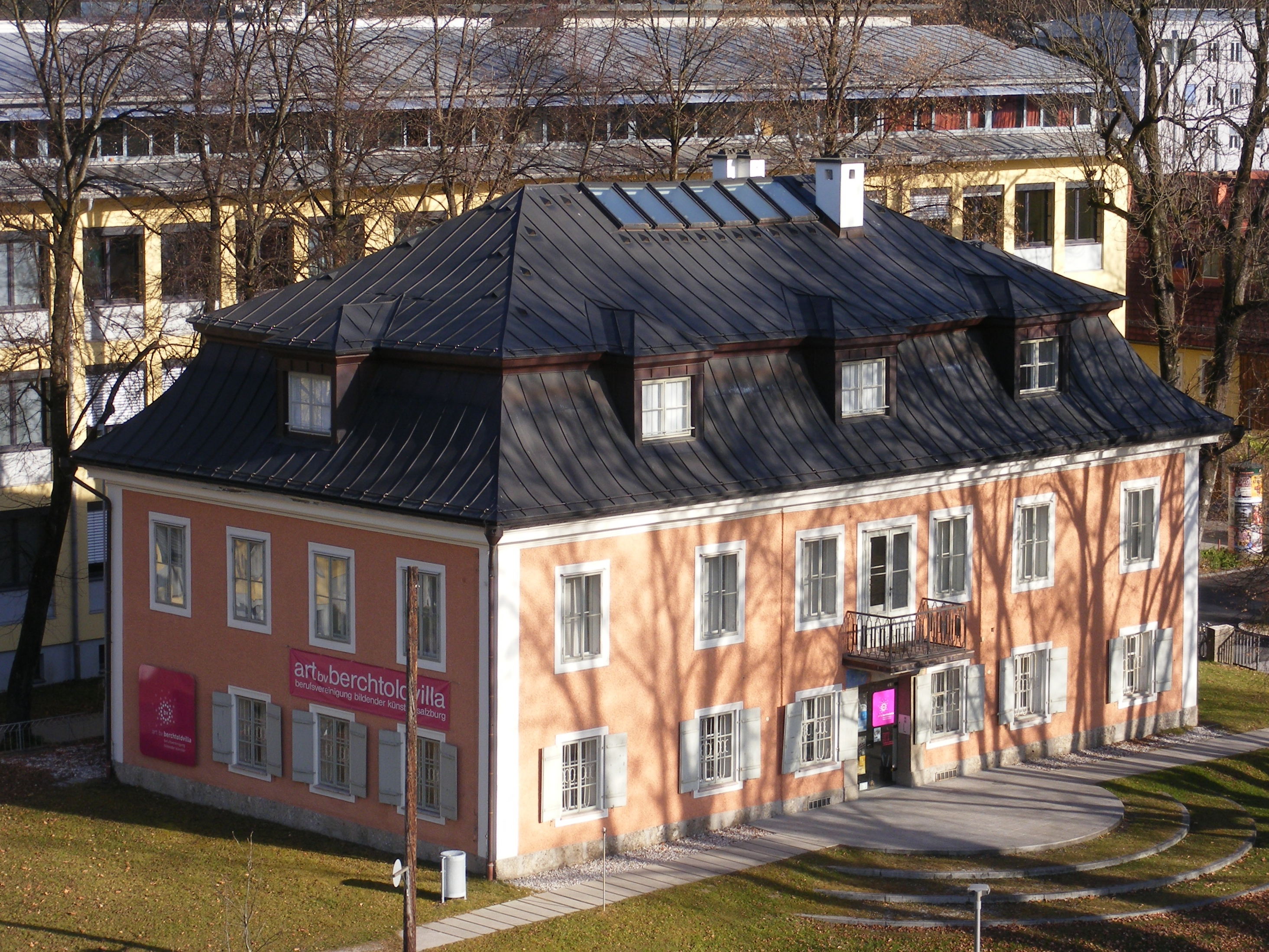
Berchtoldvilla

### Das Äußere Nonntal
Zwischen dem Inneren und dem äußeren Nonntal steht heute eine Mariensäule (errichtet 1735, vor dem Haus Fürstenallee 1), an deren Stelle auf einer Säule zuvor ein Weichbildkreuz stand, das seit dem späteren 15. Jahrhundert die Grenze der städtischen Gerichtsbarkeit anzeigte. Das Äußere Nonntal war ursprünglich von verstreut liegenden Höfen (großteils im Eigentum des Stiftes Nonnberg) geprägt. Dichter bebaut wurde der Siedlungsraum im stadtnahen Teil schon seit der Zwischenkriegszeit, im äußeren seit der Zeit großteils erst nach etwa 1960. Das Äußere Nonntal reicht bis zur Hofhaymerallee, wo der Stadtteil Morzg mit dessen stadtseitiger Siedlung Kleingmain beginnt.
Bemerkenswerte historische Profanbauten:
- Das Schloss Freisaal, dessen Name sich von „Freudensaal“ ableitet, wurde 1392 erstmals urkundlich erwähnt.
- Der Petersbrunnhof als Lustschloss Welsbergerhof, 1625 erstmals genannt, ist heute ein Kulturzentrum der Stadt Salzburg.
- Das Schloss Neudegg (Nonntaler Hauptstraße 51–53), auch Schloss Meran genannt.
- Der Nonnberghof (Nonntaler Hauptstraße 42) war früher ein Meierhof des Klosters Nonnberg und stammt in der Bausubstanz aus dem 18. Jahrhundert.
- Der Jägerhof (Nonntaler Hauptstraße 46) wurde 1643 unter Fürsterzbischof Paris Lodron errichtet. Über dem Portal befindet sich die Wappenkartusche des Fürsterzbischofs.
- Der Gestütthof (Nonntaler Hauptstraße 58) diente zwischen 1579 und 1806 der fürsterzbischöflichen Pferdezucht. Schon früher beherbergte hier die „Hofmeierei Nonntal“ aber auch Kühe, Ochsen, Schweine und Schafe. Im Gebäude an der Nonntaler Hauptstraße wohnte seit der Zeit von Paris Lodron, der Gestüt und Meierei unter einer Leitung vereinte, der Gestüttmeier, im südlich davon stehenden Meierhof Gestüttmeister, Gestüttschmied und Gehilfen. 1687 wurde der Gestütthof auf Kosten der Nutzung für andere Haustiere vergrößert, als die Pferdezucht aus Rif hierher verlegt wurde. 1809 zerstörte das Haus dan der Nonntaler Hauptstraße teilweise ein Blitzschlag, es wurde dann als Privatwohnhaus (Mödlhamerhaus, Schißlinghaus) wiederhergestellt. Das Gestüttmeisterhaus wurde nach 1920 abgerissen. An der Südseite des Areals befindet sich mit einem von mächtigen Marmorsäulen getragenen Gewölbe der denkmalgeschützten Pferdestall, der wohl schon unter Erzbischof Johann Jakob von Kuen-Belasy errichtet worden war. An dessen Ostseite ist das Wappen des genannten Fürsterzbischofs (1579) angebracht. In der Zeit der Monarchie war hier eine Kavallerie-Kaserne eingerichtet.
- Das städtische Altersheim in Nonntal (Karl-Höller-Str.4) mit seiner zugehörigen Kapelle (Altarbild von Josef Gold) wurde 1896–1898 nach Plänen von Franz Drobny im späthistorisierenden Stil errichtet und 1898 durch Erzbischof Haller eingeweiht. Damit hatten die Pfründner des Bruderhauses St. Sebastian, des St. Erhard-Spitales im inneren Nonntal, des Bürgerspitals sowie die Einwohner des Bürgerlichen Armensäckelfonds (ehemals Kronhaus in der Getreidegasse 14) eine neue Heimat gefunden.
- Das städtische Pensionistenheim Hellbrunnerstraße (Hellbrunnerstraße 28) wurde 1898 als Kaserne errichtet und wird ab den ersten Jahren nach dem Zweiten Weltkrieg ständig als Seniorenheim genutzt. Der moderne Zubau wurde 2006 fertiggestellt.

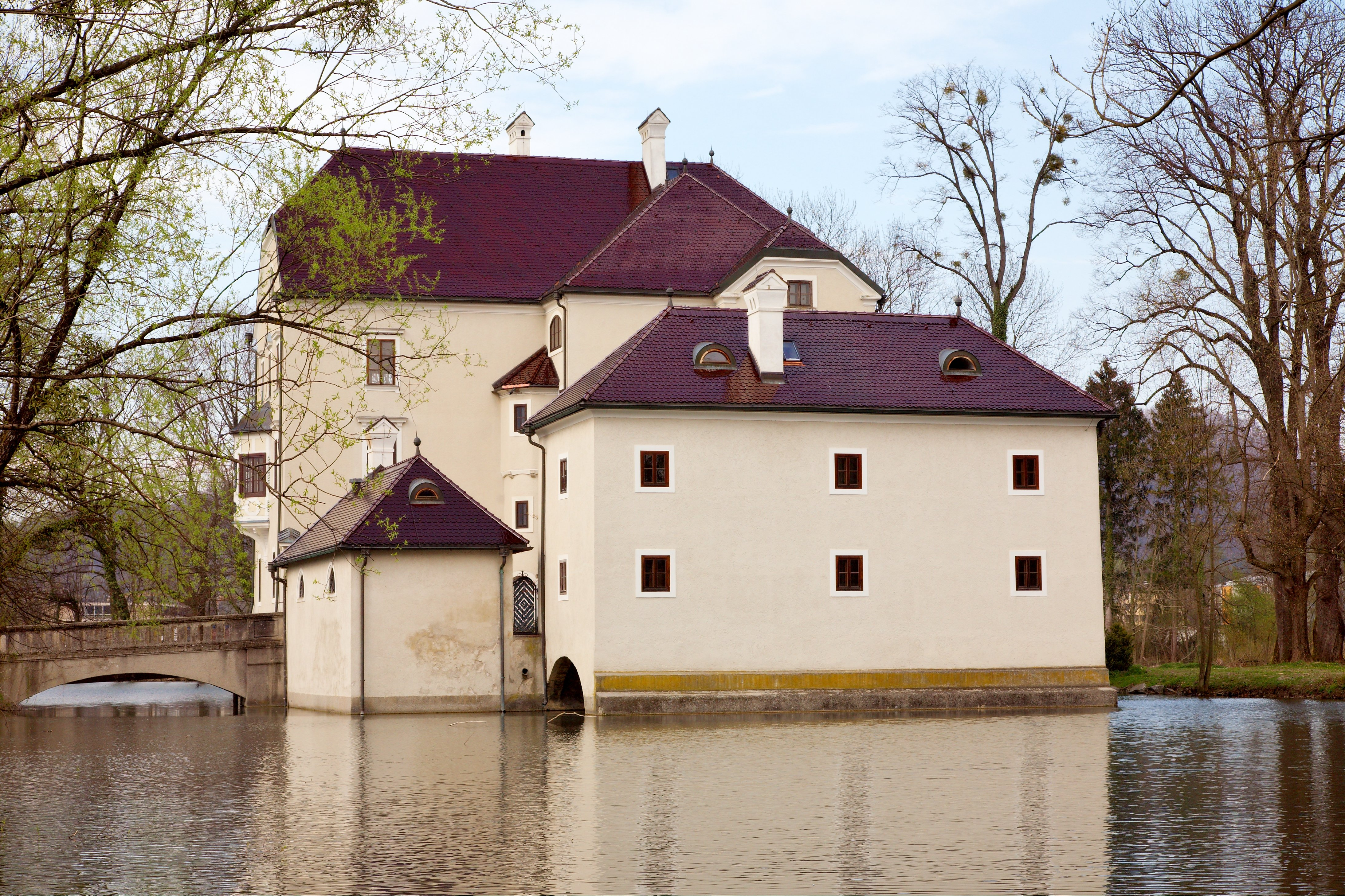
Schloss Freisaal
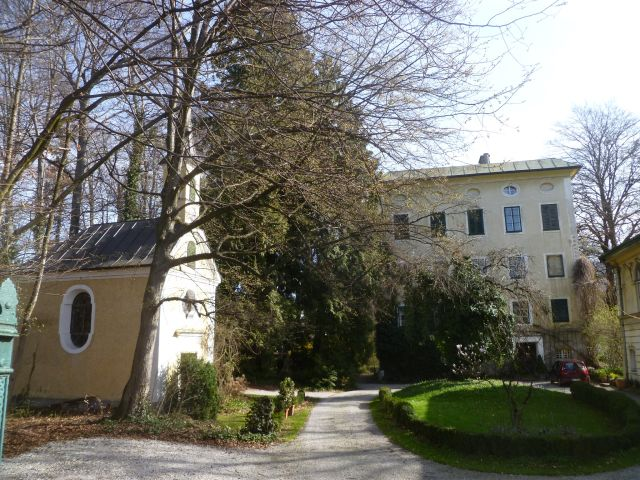
Schloss Neudegg
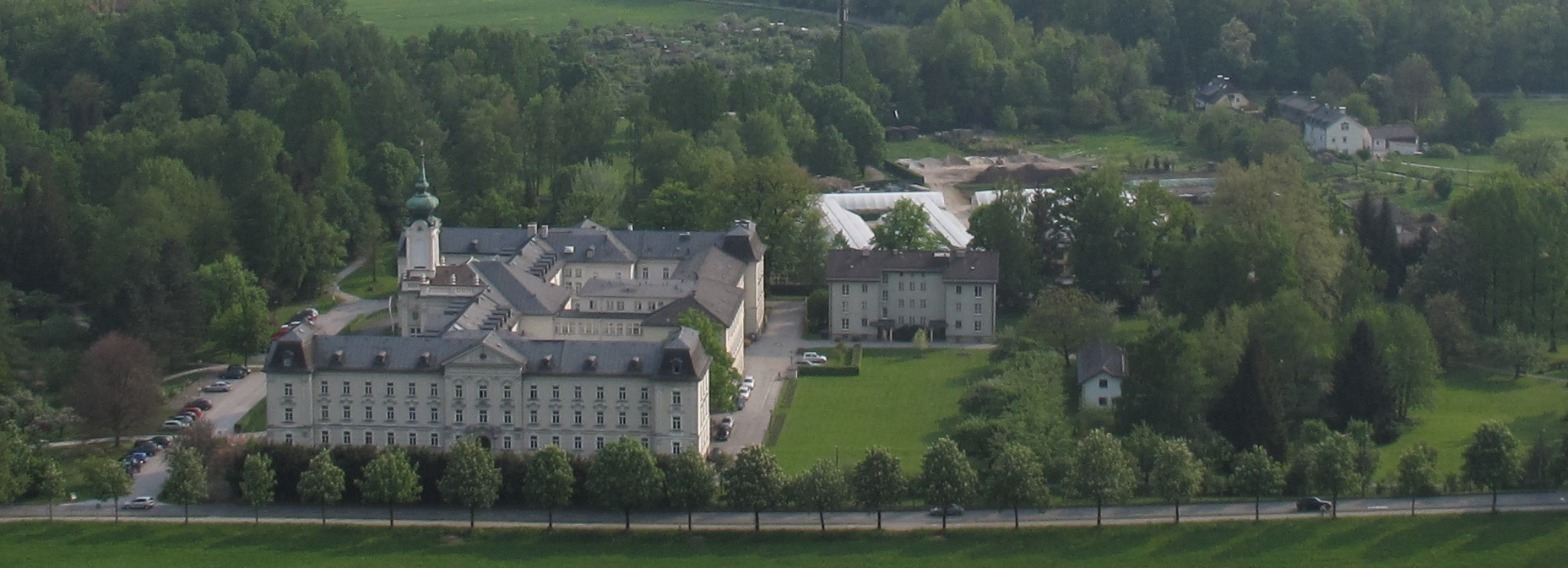
Seniorenheim Nonntal
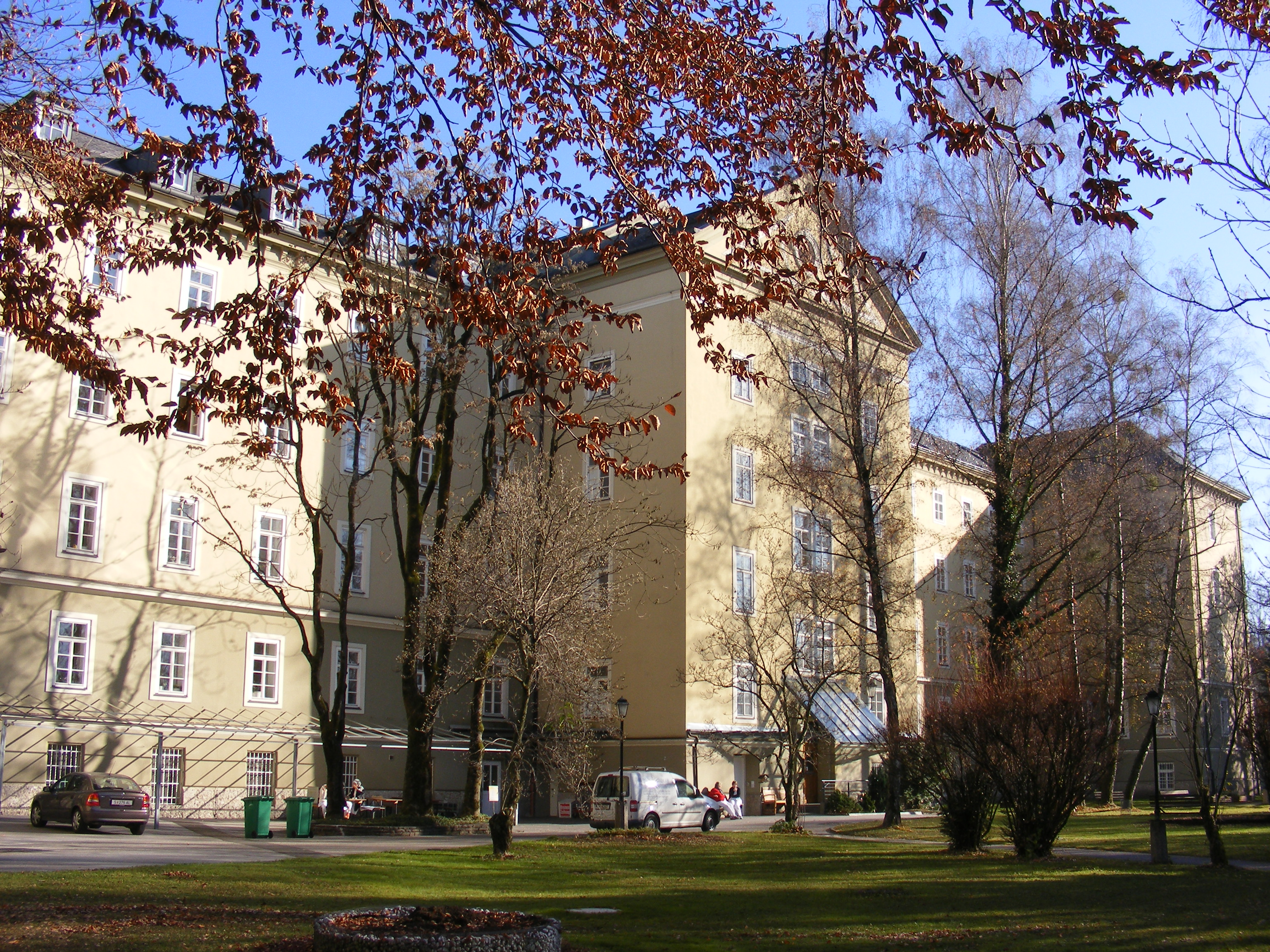
Seniorenheim Hellbrunnerstraße

## Nonntal heute
Benachbarte Stadtteile von Nonntal sind im Norden die Altstadt, im Osten der Siedlungsraum Josefiau, im Süden Morzg mit seinem stadtnahen Teil Kleingmain und im Westen die Riedenburg.
Nonntal ist heute vor allem als Schulstadt bekannt. Der Stadtteil beherbergt neben zwei Kindergärten eine Volksschule und die Übungshauptschule der Pädagogischen Hochschule. In Inneren Nonntal befinden sich die Neue Mittelschule Nonntal und drei Gymnasien an der Josef-Preis-Allee. Im Äußeren Nonntal an der Akademiestraße bestehen weitere Gymnasien sowie die Pädagogische Hochschule. Ein großer Bau, an den offenen Freisaalwiesen gelegen, ist das zur Universität Salzburg gehörige Gebäude der Naturwissenschaftlichen Fakultät.
Weitere wichtige Bauwerke und Einrichtungen in Nonntal sind:
- verschiedene historische Bauwerke im Eigentum von Stift Nonnberg
- das ORF-Landesstudio Salzburg
- das Gebäude der Natur- und Lebenswissenschaftlichen Fakultät der Universität Salzburg
- das 2009 eröffnete Sportzentrum Mitte, das auch den SAK 1914, den ältesten Fußballverein Salzburgs, beherbergt
- das Schauspielhaus Salzburg (ehemalige Elisabethbühne) im Petersbrunnhof
- das Mozarteumorchesterhaus im Petersbrunnhof
- das Haus der Volkskulturen im Petersbrunnhof
- die ARGE-Kultur Salzburg

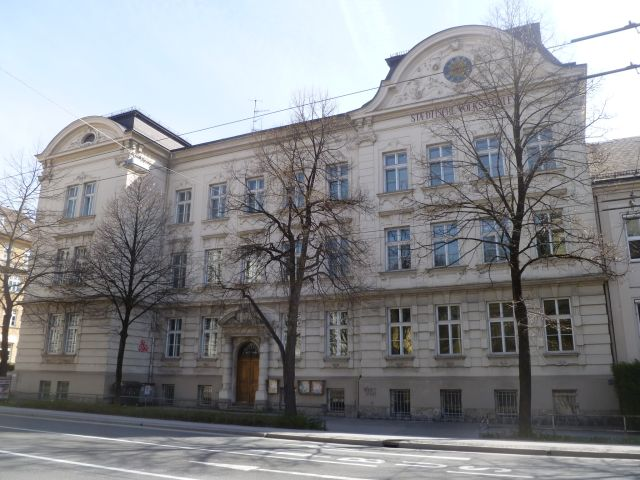
Volksschule Nonntal
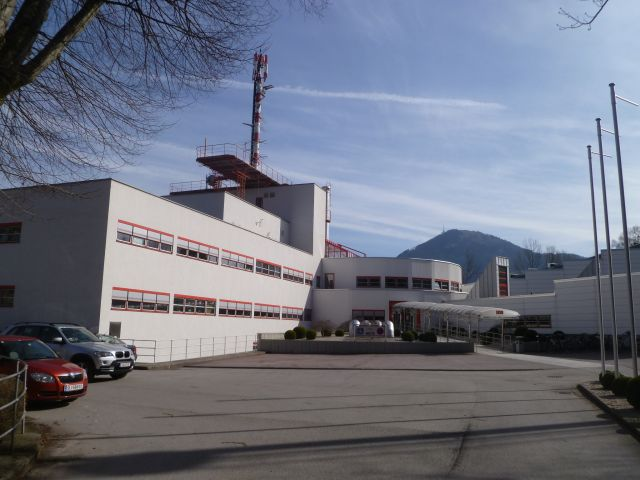
ORF-Landesstudio Salzburg
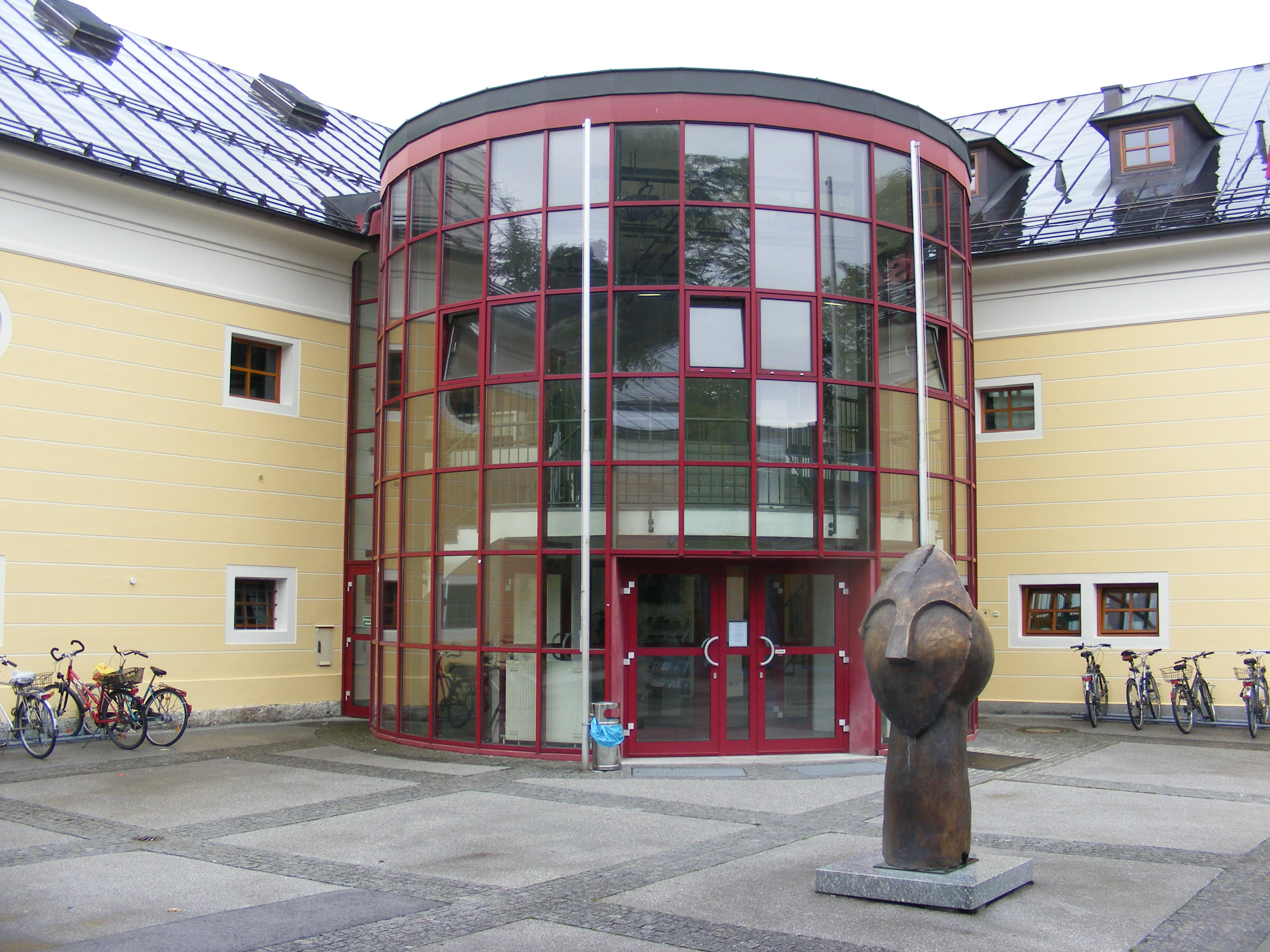
Petersbrunnhof, Eingang Schauspielhaus
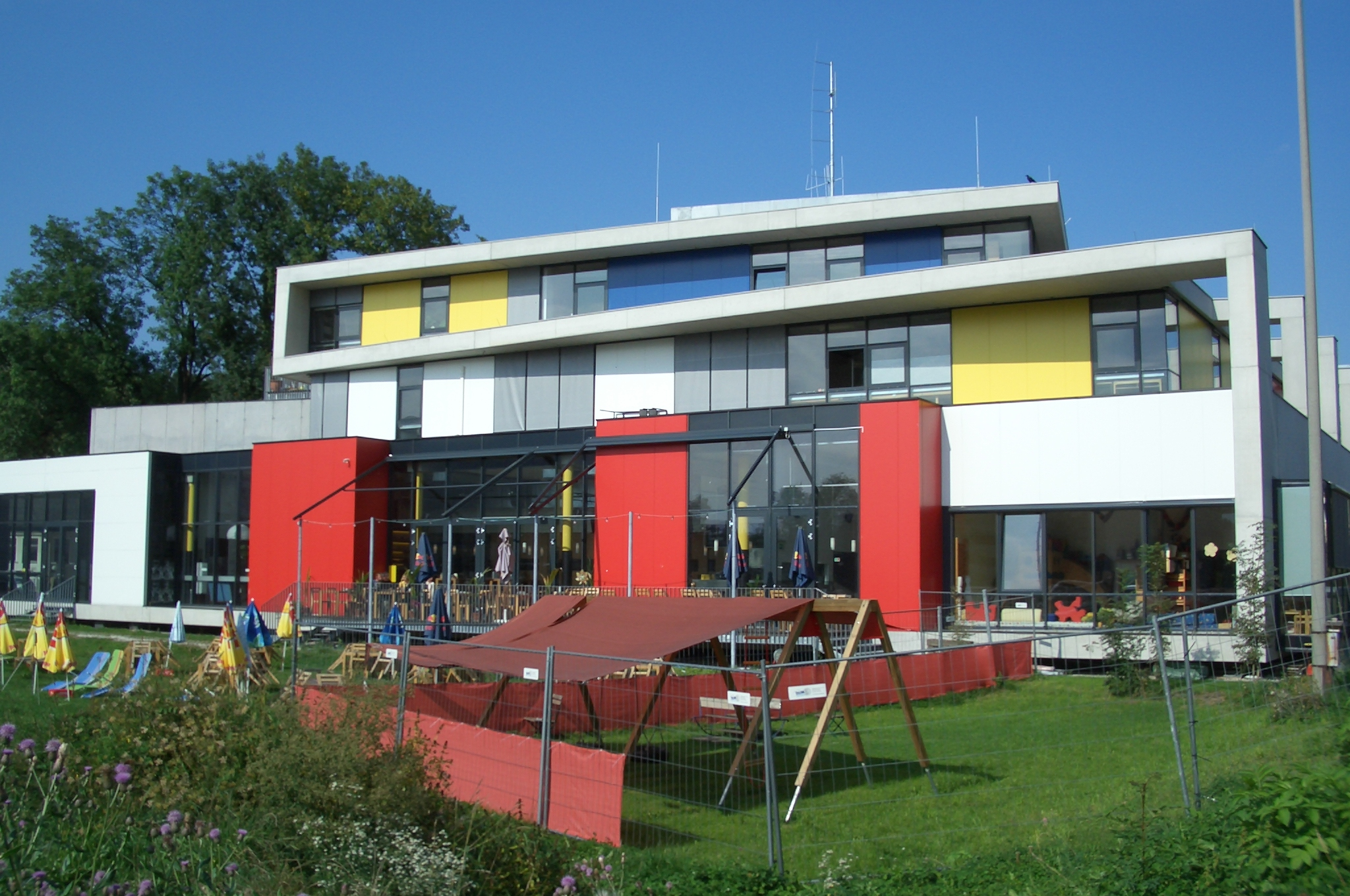
ARGE Kultur